# Novapus macfarlandi
Novapus macfarlandi är en skalbaggsart som beskrevs av Phillip B. Carne och Peter Geoffrey Allsopp 1987. Novapus macfarlandi ingår i släktet Novapus och familjen Dynastidae. Inga underarter finns listade i Catalogue of Life.